# تاوپی (مینه‌سوتا)
تاوپی، مینه‌سوتا (به انگلیسی: Taopi, Minnesota) یک شهر در ایالات متحده آمریکا است که در شهرستان مور، مینه‌سوتا واقع شده‌است.

## خصوصیات
تاوپی ۱٫۰۱ کیلومترمربع مساحت و ۵۸ نفر جمعیت دارد و ۴۱۱ متر بالاتر از سطح دریا واقع شده‌است.